# صموئيل بارد
صموئيل بارد (بالإنجليزية: Samuel Bard)‏ هو طبيب أمريكي، ولد في 1 أبريل 1742 في فيلادلفيا في الولايات المتحدة، وتوفي في 24 مايو 1821 في هايد بارك في الولايات المتحدة.